# Enallagma minusculum
Enallagma minusculum – gatunek ważki z rodziny łątkowatych (Coenagrionidae). Występuje na terenie Ameryki Północnej.